# Магнитогорская улица (Самара)
Магнитого́рская у́лица расположена в Железнодорожном районе Самары, начинается от пересечения с улицей Тухачевского, пересекается с улицей Аксаковской и заканчивается проспектом Карла Маркса.

## Этимология годонима
Улица названа в честь города Магнитогорска.

## Объекты
По нечётной стороне расположены многоэтажные жилые дома, построенные после 1995 года. Чётная сторона представлена 5-этажным жилым фондом.
Нечётная сторона
- 5 — Амбулатория врачей общей практики № 1

Чётная сторона
- 8 — Областная ветеринарная лаборатория

## Транспорт
Улица Магнитогорская в силу своих размеров (чуть более трёхсот метров) является, скорее, проездом. Ближайший общественный транспорт проходит:
- по улице Тухачевского (автобусы, маршрутные такси)
- по улице Гагарина (маршрутные такси)
- по Московскому шоссе (автобусы, маршрутные такси, троллейбусы)
- станция метро «Московская»